# اینولی
اینولی (به انگلیسی: Ainoli) یک روستا در هند است که در کارناتاکا واقع شده‌است.

## خصوصیات
اینولی ۵٬۱۶۸ نفر جمعیت دارد.